# Reichsgesetz

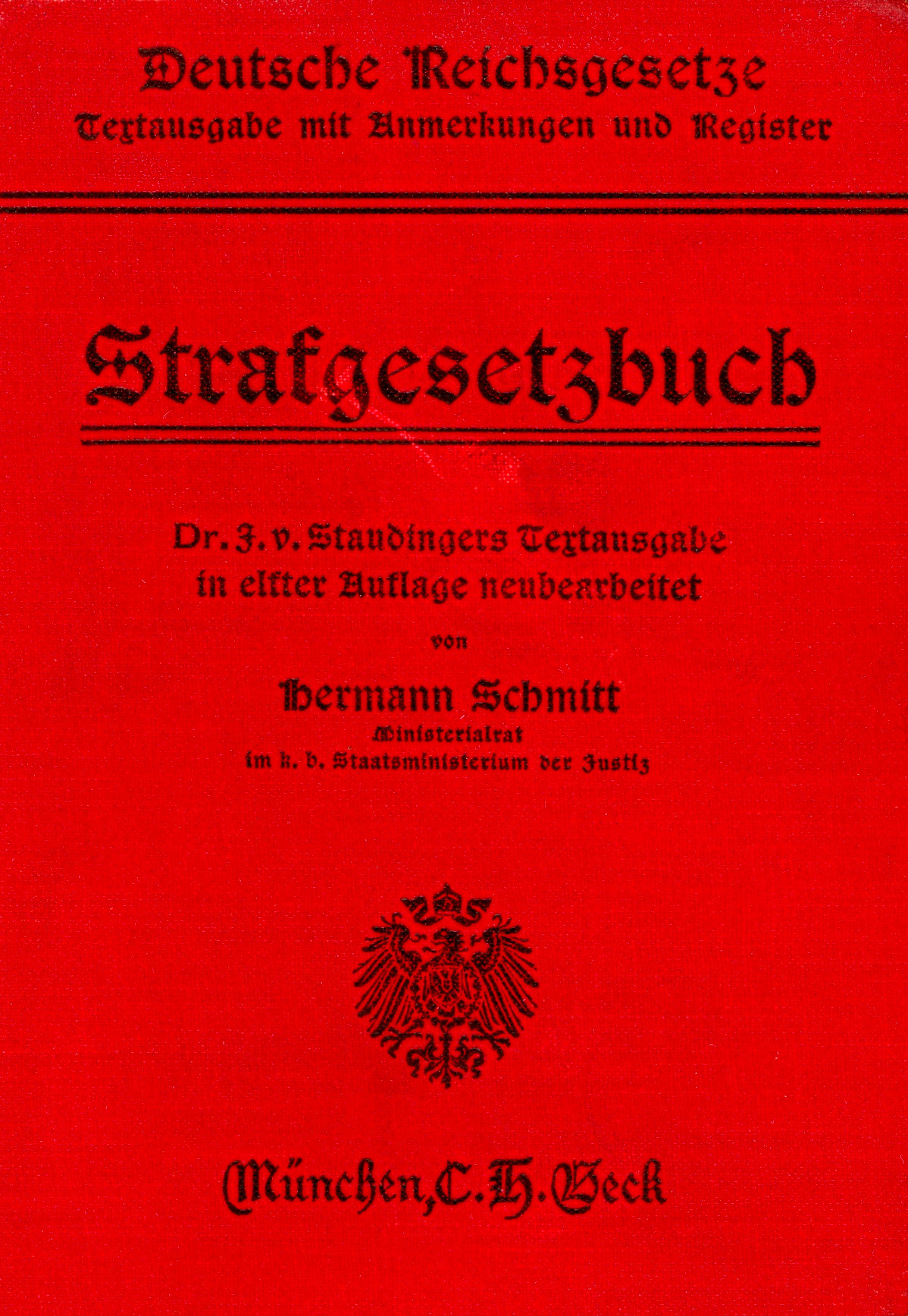
Deutsches StGB

Ein Reichsgesetz ist ein in einem Reich auf Reichsebene verabschiedetes Gesetz. In Deutschland werden Gesetze mit vergleichbarem normativen Charakter heute als Bundesgesetze bezeichnet.

## Überblick Deutschland
Reichsgesetze wurden im Heiligen Römischen Reich (bis 1806) von den Reichstagen beschlossen. Das Vorschlagsrecht hierzu hatten sowohl der Kaiser als auch das Kurfürstenkollegium. Jeder Vorschlag wurde zunächst im Rat der Kurfürsten beraten und gelangte mit dessen Gutachten an den Reichsfürstenrat und danach an das Kollegium der Reichsstädte. Um in Kraft zu treten, bedurften sie aber der kaiserlichen Konfirmation (Bestätigung).
1871 wurde das Deutsche Reich als Nationalstaat gegründet; es ging aus dem Norddeutschen Bund von 1867 hervor. Dessen Gesetze wurden als nunmehrige Reichsgesetze übernommen.
Im Deutschen Reich beschloss der Reichstag die Gesetze, dann musste der Bundesrat (die Vertretung der Bundesstaaten) sie genehmigen und schließlich wurden sie vom Kaiser „ausgefertigt und verkündet“. Der Kaiser hatte hierbei keine Änderungsmöglichkeit mehr, sondern war zur Verkündung rechtlich verpflichtet.
Gesetze aus dem Kaiserreich, der Weimarer Republik und auch aus der Zeit des Nationalsozialismus gelten in der Bundesrepublik Deutschland fort, soweit sie nicht dem Grundgesetz widersprechen (sog. vorkonstitutionelles Recht).

## Reichsverfassungsgesetze im Heiligen Römischen Reich
Die Reichsgesetze sind aus Gesetzen des Heiligen Römischen Reiches entstanden, die dort allgemeine und akzeptierte Grundgesetze waren, welche in verschiedenen Jahrhunderten verfasst worden sind. Nicht alle Gesetze und Texte des Heiligen Römischen Reiches wurden zur Reichsverfassung gezählt, da ihre Anerkennung zur Verfassung oft nicht einheitlich war.
Die im Wormser Konkordat von 1122 zu findende erste quasi verfassungsrechtliche Regelung bedeutete eine gewisse Unabhängigkeit der weltlichen von der geistlichen Macht – ein erster Schritt auf dem langen Weg zur endgültigen Beilegung des Investiturstreits. Die Umwandlung der Stammesfürstentümer in Reichsfürstentümer etwa hundert Jahre später erwies sich als verfassungsrechtlicher Meilenstein. 1231 musste Friedrich II. auf dem Wormser Reichstag zugunsten der Fürsten Rechte an die Reichsfürsten abtreten, und noch am selben Tag wurde das Gesetzgebungsrecht der Fürsten von Friedrich II. anerkannt.
Die wichtigste Reichsverfassungsregel war die „Goldene Bulle“ von 1356, welche für eine geordnete und geregelte Königswahl sorgte, das Fehderecht beschränkte und ein Anwachsen der Anzahl von Kurfürsten verhinderte, wobei ein päpstliches Mitspracherecht in allen Punkten ausgeschlossen war.
Als drittes Reichsgesetz wurden die „Deutschen Konkordaten“ aus dem Jahr 1447 angesehen, durch welche die päpstlichen Rechte sowie die Freiheiten in der Kirche im Reich bestimmt wurden. Durch dieses Reichsgesetz sollte sich eine relevante Basis für die Rolle und den Aufbau der Kirche als Reichskirche in den darauffolgenden Jahren entwickeln.
Das vierte Reichsverfassungsgesetz war der „Ewige Landfrieden“ vom 7. August 1495, welcher im Reichstag zu Worms veröffentlicht wurde und mit der Schaffung des Reichskammergerichts gefestigt werden sollte. Durch dieses grundlegende Gesetz wurde ebenfalls ein Verbot für das bis dahin übliche Fehderecht festgelegt, um das Gewaltmonopol des Staats durchsetzen zu können. Darüber hinaus wurden auch Streitigkeiten und Selbsthilfe des Adels als rechtswidrig angesehen und wurden anhand eines Gerichts des entsprechenden Territoriums geklärt. Sollte der Landfrieden gebrochen werden, wurde für dieses Vergehen als Strafe die Reichsacht oder eine hohe Geldstrafe verhängt.
Das fünfte Reichsgrundgesetz war die Wormser Reichsmatrikel von 1521. Dieses Gesetz war ein Verzeichnis der Reichsstände, welches zum Unterhalt des Reichsheeres diente.
Weitere Gesetze und Ordnungen, die als Reichsgesetze anerkannt wurden, waren der Augsburger Religionsfrieden von 1555, die Reichsexekutionsordnung und die Ordnung des Hofrates.
Die Abkommen des Westfälischen Friedens wurden nach dem Austausch der Ratifikationsurkunde von 1694 zum ewigen Grundgesetz des Reiches erklärt. In diesem Vertrag wurden neben territorialen Veränderungen die Landeshoheiten den Reichsterritorien zuerkannt und die Calvinisten wurden als voll berechtigte Konfession im Reich anerkannt. Aufgrund dessen wurden weiterhin Regelungen über den Religionsfrieden und über konfessionelle Reichsinstitutionen vereinbart. Damit war die Herausbildung der Reichsverfassung im Wesentlichen abgeschlossen.

## Reichsgesetzgebungskompetenz im wilhelminischen Kaiserreich ab 1871
Die Verfassung des Deutschen Kaiserreichs wird als Bismarcksche Reichsverfassung bezeichnet, sie legte die Gesetzgebungskompetenz des Reichs auf die nachfolgenden Gebiete fest, in denen damit Reichsgesetze erlassen werden können:
- Staatsbürgerschaftsrecht
- Zoll- und Handelswesen
- Münz- und Notenbankwesen
- Bankenrecht
- Patentrecht
- Eigentumsrecht
- Schutz von Handel- und Schifffahrt im Ausland sowie Konsulatswesen
- Eisenbahn- und Wasserstraßenbauwesen
- Schiffsbetrieb- und Wasserstraßenunterhalt für interstaatliche Wasserstraßen, sowie die Fluß- und Wasserzölle
- Post- und Telegraphenwesen
- Länderübergreifende Vollstreckung im Zivilrecht
- Recht öffentlicher Urkunden
- Schuld-, Straf-, Handels- und Gerichtsverfassungsrecht
- Kriegesmarinewesen und Militärangelegenheiten des Reichs
- Medizinal- und Veterinärpolizeirecht
- Vereins- und Presserecht

In mehreren dieser Bereiche erstreckte sich die Reichsgesetzgebungskompetenz nicht auf Bayern, das eigene Gesetze für diese Bereiche erlassen konnte.
In Württemberg galt dies für das Post- und Telegraphenwesen.
Die Verfassung hatte Gültigkeit, bis sie durch die Verfassung der Weimarer Republik aufgehoben wurde.

## Unterschiede – Gesetze der Länder im Reich
Über die allgemeinen Reichsgesetze hinaus gab es in den Ländern des Deutschen Reiches unterschiedliche Gesetzgebungen. Vorerst gab es keinen Grundrechtskatalog, in welchem die Menschenrechte festgehalten wurden, jedoch hat sich das weitgehende Fehlen von Grundrechten in der Verfassung kaum ausgewirkt, daher gab es nur in den Verfassungen der Länder des Reiches garantierte Grundrechte.
Verschiedene Reichsgesetze im Königreich Bayern wurden beispielsweise von Gesetzen des Norddeutschen Bundes übertragen, welche hauptsächlich sowohl politische Rechte als auch Menschenrechte beinhalteten.
Innerhalb des Königreichs Preußen gingen die Reichsgesetze den Landesgesetzen vor. Diese Gesetze erhielten ihre verbindliche Kraft durch ihre Verkündigung von Reichs wegen, welche mittels eines Reichsgesetzblattes geschahen.